# Kẻ thù không đội trời chung
Một kẻ thù không đội trời chung (tiếng Anh; archenemy, archfoe, archvillain, hay nemesis) được hiểu là kẻ thù chính của ai hay thứ gì đó. Trong hư cấu, nó có nghĩa là kẻ thù xấu xa nhất của những anh hùng hay nhân vật chính.
Từ 'archenemy' hay arch-enemy xuất hiện giữa thế kỷ 16, từ những từ arch- (trong tiếng Hy Lạp "arkhos" có nghĩa là "quan trọng nhất") và enemy.